# Taihe Gong Jindian

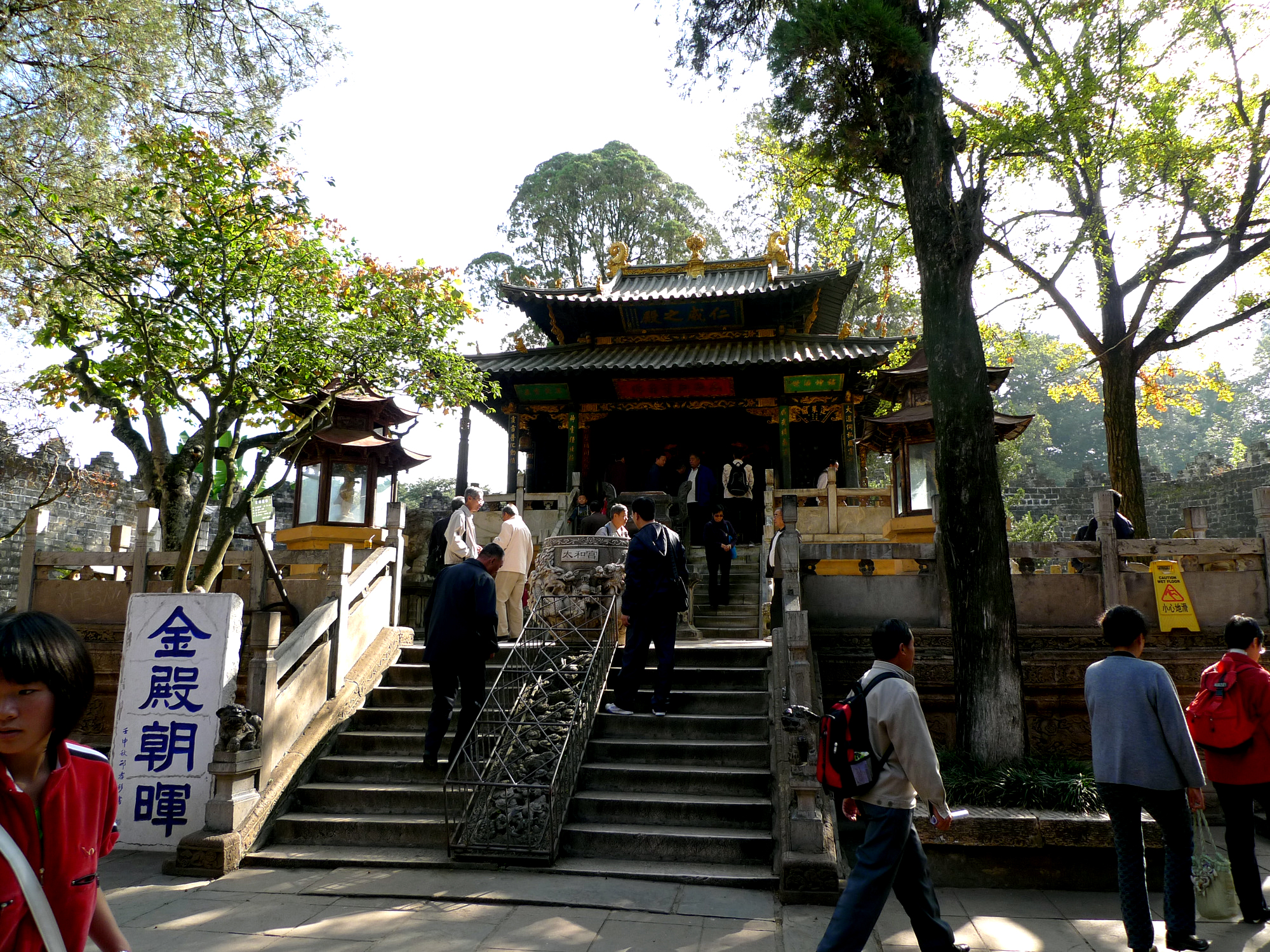
Taihe Gong Jindian

Der Taihe Gong Jindian (chinesisch 太和宫金殿, Pinyin Tàihé Gōng Jīndiàn), auch Taihegong-Bronzehalle oder Tongwa-Tempel (铜瓦寺,  Tóngwǎ sì – „Bronzeziegel-Tempel“), befindet sich auf dem Berg Mingfeng Shan (鸣凤山) im Straßenviertel Qingyun des Stadtbezirks Panlong der Stadt Kunming in der Provinz Yunnan der Volksrepublik China.
Der daoistische Tempel wurde ursprünglich 1602 während der Ming-Dynastie unter dem Provinz-Gouverneur Chen Yongbin (陈用宾) erbaut. 
Der gegenwärtige „Goldene Tempel“ (Jindian) wurde von Wu Sangui 吴三桂 im Jahr 1671 der Qing-Dynastie erbaut. Er ist 6,2 Meter breit und 6,7 m hoch und stellt die größte Bronzehalle Chinas dar. Er wurde aus ca. 200 Tonnen Bronze gefertigt.
Die Halle erstrahlt wie Gold im Sonnenlicht, was dem Tempel zu seinem Namen verhalf. Außer den aus Marmor gefertigten Treppen und Balustraden sind sowohl Wände, Säulen, Dachziegel, Altäre, Buddha-Statuen, Wanddekorationen als auch die Banner in der Nähe des Torturmes aus Bronze gefertigt.
Der Tempel steht seit 1982 auf der Liste der Denkmäler der Volksrepublik China in Yunnan (2-38).